# Frances Ridley Havergal
Frances Ridley Havergal (née le 14 décembre 1836 à Astley et morte le 3 juin 1879 dans la péninsule de Gower au Pays de Galles) est une musicienne, poétesse religieuse britannique et une auteure de cantiques. Elle écrivit également des mélodies d'hymnes, des traités religieux et des œuvres pour enfants.    

## Biographie
Frances Ridley Havergal naît dans une famille anglicane le 14 décembre 1836 à Astley, dans le Worcestershire.  Elle est la plus jeune de 6 enfants. Le père, William Henry Havergal (1793-1870), est un membre du clergé, un écrivain, un compositeur et un auteur de cantiques. Son frère, Henry East Havergal, est un prêtre de l'Église d'Angleterre et organiste. Quand elle a cinq ans, son père est transféré dans le presbytère de Saint-Nicolas, à Worcester où son épouse Jane meurt en juillet 1848. 
Frances Havergal se révèle une enfant très douée : elle sait lire à trois ans, lit la bible à quatre et commence à écrire des poèmes à sept. À son entrée dans l'école de Madame Teeds en 1850, elle connait déjà six langues. En février 1851, sous l'influence de sa professeure Caroline Ann Cooke — qui épousera le père de Frances cinq mois plus tard — elle a une révélation mystique.  Elle déclare :  « J'ai confié mon âme au Sauveur, et la terre et le ciel ont semblé plus lumineux à partir de ce moment ».  
En 1852-1853, la famille Havergal séjourne en Allemagne pour des raisons de santé du père et Frances étudie à la Louisenschule de Düsseldorf et avec un pasteur à Oberkassel. 
De retour en Angleterre, elle est confirmée à la cathédrale de Worcester le 17 juillet 1853.

### Carrière
En 1860, après la démission de son père du presbytère de Saint-Nicolas, elle quitte Worcester et réside à différentes périodes à Leamington et à Caswell Bay, Swansea avec des interruptions dues à des visites en Suisse, en Écosse et dans le nord du Pays de Galles.
C’est à cette époque — 1873 — qu’elle lit le livret de JT Renford, All For Jesus , qui « a ensoleillé toute sa vie, tout ce qu'elle avait vécu auparavant était devenu aussi pâle et fugitif que des lueurs d'avril comparées à la plénitude de la gloire de l'été »,.  
De santé fragile, elle mène une vie tranquille, se consacre à des études théologiques, linguistiques et musicales privées et travaille pendant un certain temps comme gouvernante. Mais avant tout, elle écrit des poèmes et compose. Ses premiers textes sont imprimés dans un journal en 1870.
Son premier livre de poésie, The Ministry of Song paraît en 1869.  
En raison de sa belle voix chantée, elle devient soliste dans la Kidderminster Philharmonic Society dans les années 1860. 
Les hymnes de Havergal sont souvent imprimés par J. & R. Parlane sous forme de petits feuillets et par Caswall & Co. sous forme de cartes illustrées. Ils sont rassemblés et publiés dans ses œuvres comme suit : (1) Ministry of Song , 1869 ; (2) Douze chansons sacrées pour petits chanteurs , 1870 ; (3) Sous la surface , 1874 ; (4) Réponses loyales , 1878 ; (5) Une vie en mosaïque, 1879 ; (6) Life Chords , 1880 ; et (7) Échos de vie, 1883. 
Une quinzaine d’hymnes les plus importants de Havergal, dont Les Harpes d’or sonnent, J’ai donné ma vie pour vous, Jésus, Toi qui es mon Maître, Seigneur, je suis à Tes pieds, Prends ma vie, ainsi soit-elle, Raconte nous parmi les païens, sont annotés selon leurs premières lignes respectives. Le reste, qui fait partie des collections, compte près de cinquante œuvres. Celles-ci sont indiquées ici, ainsi que les dates et les lieux de composition, à partir des manuscrits de Havergal et des recueils dans lesquels ils ont été publiés. Ceux qui ont été imprimés dans la série de Petits feuillets de Parlane se distinguent par ( P., 1872, etc.) et ceux dans la série de Caswall par (C. , 1873, etc.).
Dans les années 1870, Frances Havergal connaît plusieurs crises personnelles qui inspirent certains de ses chants les plus célèbres. Son père meurt en avril 1870, son éditeur fait faillite début 1874, à l'automne de la même année, elle-même est gravement malade du typhus, en 1876, le manuscrit d'une anthologie de chansons, sur laquelle elle avait travaillé pendant des mois, est détruit dans un incendie, ainsi que les plaques stéréotypées. 
À la mort de sa belle-mère en mai 1878, Frances Havergal s'installe au Pays de Galles avec sa sœur Maria.
Elle meurt à l'âge 42 ans des suites d'une péritonite près de la baie de Caswell dans la péninsule de Gower au Pays de Galles. Elle est enterrée dans le coin extrême ouest du cimetière de la paroisse St Peter, à Astley, avec son père et près de sa sœur Maria Vernon Graham Havergal.

## Postérité
Ses sœurs ont vu une grande partie de son travail publié à titre posthume. Le Havergal College, une école privée de filles à Toronto, porte son nom. Le compositeur Havergal Brian adopte ce nom en un hommage à la famille Havergal. 
Ses hymnes louent l'amour de Dieu et la voie de Son salut, et, à cette fin, toute sa vie et tous ses pouvoirs lui étaient consacrés. Elle a vécu et en a parlé dans chaque ligne de ses poèmes.
Frances Havergal a également écrit de nombreux petits tracts et récits de dévotion en prose, tous marqués par la même piété sérieuse et pratique. Sa poésie religieuse est devenue extrêmement populaire dans les cercles évangéliques. 
Son autobiographie a été publiée dans Memorials of Frances Ridley Havergal, par sa sœur, M.V.G. Havergal, deuxième édition, 1880.
Ses points de vue religieux et son parti pris théologique sont clairement énoncés dans ses poèmes et peuvent être décrits comme calvinistes, sans le principe dogmatique sévère de la réprobation. Ses écrits représentent pour elle un salut pour chaque pécheur qui le reçoit. Sa vie est consacrée à sa foi par des travaux personnels, des efforts littéraires et un intérêt sincère pour les missions étrangères.

## Exemple de poème
Le poème ci-dessous s’intitule Prends ma vie, et ainsi soit-elle (Hymne) :
Prends ma vie, ainsi soit-elle

Qu'elle Te soit consacrée, Seigneur

Prends mes instants et mes jours ;

Qu'ils Te soient sans cesse consacrés

Prends mes mains pour qu'elles suivent

Les impulsions de Ton amour.

Prends mes pieds pour qu'ils soient

Doux et beaux pour Toi

Prends ma voix, et qu'elle chante

Toujours et seulement pour mon Roi.

Prends mes lèvres, qu'elles soient 

Pleines de messages pour Toi.

Prends l'argent et l'or ;

Je ne veux rien garder.

Prends mon esprit et fais en 

Tout l'usage que Tu choisiras.

Prends mon bien; qu'il soit le Tien

Ce ne sera plus le mien.

Prends mon cœur; il est à Toi ;

Il sera Ton trône royal

Prends mon amour, Seigneur ; je mets

À Tes pieds les trésors qu'il contient.

Moi-même, prends-moi

Et je serai tienne pour toujours.

## Œuvres

### Publications
- 1870 : Ministry of Song
- 1874 :
  - Take My Life and Let It Be
  - Under the Surface
  - The four happy days
- 1876 : Like a river glorious is God's perfect peace
- 1877 :
  - Who Is on the Lord's Side?
  - Royal Bounty
- 1878 :
  - Royal Commandments
  - O Merciful Redeemer
  - Loyal Responses
- 1879 : Kept for the Master's Use (mémoires)
- 1880 :
  - Life Chords
  - Little Pillows, ou Goodnight Thoughts for the Little Ones
  - Morning bells, ou Waking thoughts for the little ones
- 1881 :
  - Swiss Letters and Alpine Poems, édité par J. M. Crane
  - Under His Shadow: the Last Poems of Frances Ridley Havergal
- 1882 : The Royal Invitation
- 1883 : Life Echoes
- 1884 : Poetical Works  édité par M. V. G. Havergal et Frances Anna Shaw
- 1886 : Coming to the King
- 1892 : My King and His Service
- Forget Me Nots of Promise, textes sacrés avec des vers de Frances Ridley Havergal, Marcus Ward&Co.
- 1936 : Jesus, Master, Whose I am, Hymns of the Christian Life, 1936